# Srinivas Varadachariar
Sir Srinivas Varadachariar (20 de junio de 1881 - 6 de septiembre de 1970) fue un jurista indio que fue el primer presidente indio del Tribunal Federal de la India cuando se desempeñó como presidente interino del tribunal entre el 25 de abril de 1943 y el 7 de junio de 1943. También fue juez del Tribunal Supremo de Madrás y del Tribunal Federal de la India. Varadachariar encabezó el comité ad hoc de la Asamblea Constituyente de la India, que redactó las disposiciones para establecer la Corte Suprema de la India.

## Biografía
Nació el 20 de junio de 1881 en una familia de sacerdotes iyengar, con medios económicos limitados. Su padre era el sacerdote de la casa del abogado y jurista Sir V. Bhashyam Aiyangar, el primer abogado general de Madrás indio. Varadachariar comenzó como aprendiz con Aiyangar y luego con P. S. Sivaswami Iyer. Fue admitido en el colegio de abogados en 1905 y se convirtió en juez del Tribunal Superior de Madrás en 1934.
Fue nombrado caballero y juez del Tribunal Federal de la India, el precursor de la Corte Suprema de la India, en 1939. Fue designado por el entonces gobernador general de la India, Victor Hope. Varadachariar sucedió a M. R. Jayakar, quien renunció como juez cuando fue nombrado miembro del Comité Judicial del Consejo Privado. En ese momento, el Tribunal Federal de India tenía tres jueces, un juez británico y dos jueces indios con un juez hindú y otro musulmán. Varadachariar se desempeñó como juez presidente interino del Tribunal Federal de la India entre el 25 de abril de 1943 y el 7 de junio de 1943, cuando el primer juez presidente del tribunal, Sir Maurice Linford Gwyer, renunció. Al desempeñarse como juez presidente interino del tribunal, fue el primer presidente indio del Tribunal Federal de la India. Entre los casos significativos presididos por Varadachariar como Presidente del Tribunal Supremo se encuentran Rey Emperador contra Beonarilal Sharma, un caso que se señala que le costó su puesto como juez presidente permanente del tribunal. A pesar de ser el juez más antiguo de la corte, fue sucedido por el juez británico William Patrick Spens. Como juez, Varadachariar se retiró de la Corte Federal de India en 1946 después de servir durante siete años.
También fue presidente de la Primera Comisión Central de Pagos del Gobierno de la India en 1946. Las recomendaciones de la comisión fueron aceptadas por el gobierno en mayo de 1947. También fue presidente de la Comisión de Investigación del Impuesto sobre la Renta establecida en virtud de la Ley de Impuestos sobre la Renta de 1947. Varadachariar encabezó el comité ad hoc de la Asamblea Constituyente de la India, que redactó las disposiciones para establecer la Corte Suprema de la India.
Más tarde se desempeñó como presidente de la junta directiva de la Escuela de Niñas Lady Sivaswami Iyer en Madrás. Además de los aprendizajes legales, Varadachariar era un estudioso del sánscrito.

## Obras publicadas
- Varadachariar, S. (1946). The Hindu Judicial System (en inglés). Lucknow University.